# Rauvolfia macrantha
Rauvolfia macrantha är en oleanderväxtart som beskrevs av Karl Moritz Schumann och Markgr.. Rauvolfia macrantha ingår i släktet Rauvolfia och familjen oleanderväxter. Inga underarter finns listade i Catalogue of Life.